# Jean Dominique Cassini Medal
Die Jean Dominique Cassini Medal ist ein Preis in Planeten- und Weltraumwissenschaften der European Geosciences Union (EGU), der seit 2004 meist jährlich vergeben wird. Sie ist nach dem italienisch-französischen Astronomen Jean-Dominique Cassini benannt. Die Medaille wird an Wissenschaftler verliehen, die aufgrund ihrer Verdienste und ihrer wissenschaftlichen Leistungen auf dem Gebiet der Planeten- und Weltraumwissenschaften im weitesten Sinne eine herausragende internationale Stellung erreicht haben.

## Preisträger
- 2004: Michel Blanc
- 2005: Heinrich Wänke
- 2006: Risto Pellinen
- 2008: Jean-Pierre Biebring
- 2010: Gerhard Haerendel
- 2011: Jean-Pierre Lebreton
- 2012: Angioletta Coradini
- 2013: Roger-Maurice Bonnet
- 2014: Stamatios M. Krimigis
- 2015: Jonathan I. Lunine
- 2016: Michel Mayor
- 2017: Luciano Iess
- 2019: Margaret Kivelson
- 2020: Pascale Ehrenfreund
- 2021: Janet G. Luhmann
- 2023: Athena Coustenis
- 2024: Véronique Dehant
- 2025: Raymond Pierrehumbert[2]